# Mims (Flórida)
Mims é uma Região censo-designada localizada no estado americano de Flórida, no Condado de Brevard.

## Demografia
Segundo o censo americano de 2000, a sua população era de 9147 habitantes.

## Geografia
De acordo com o United States Census Bureau tem uma área de
66,6 km², dos quais 51,3 km² cobertos por terra e 15,3 km² cobertos por água. Mims localiza-se a aproximadamente 8 m acima do nível do mar.

## Localidades na vizinhança
O diagrama seguinte representa as localidades num raio de 32 km ao redor de Mims.